# Castro de Borneiro

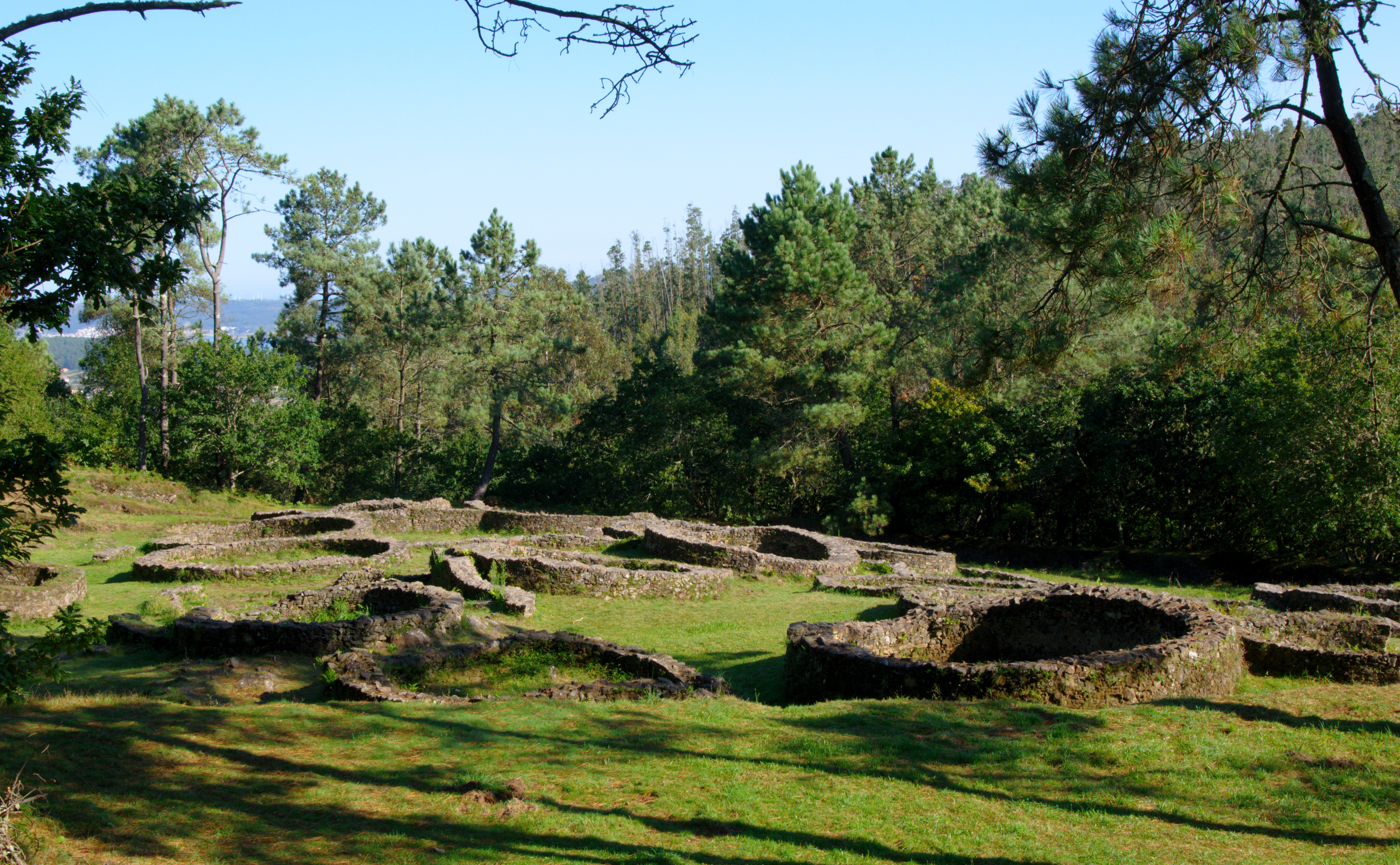
Innenbereich der Anlage

Castro de Borneiro ist eine archäologische Fundstätte in Galicien, ein Beispiel für eine befestigte Siedlung der Castrokultur des 1. Jahrtausends v. Chr. (späte Bronzezeit und Eisenzeit). 

## Lage
Die Fundstätte liegt auf dem Gebiet der Gemeinde Cabana de Bergantiños in der Parroquia Borneiro. Zwei Kilometer südlich des Ortskerns von Cabana liegt an der Straße AC-430 ein ausgeschilderter Besucherparkplatz. Von dort aus führt ein Waldweg hinauf zu der Siedlung. Sie liegt auf einem Bergrücken in rund 200 Meter Höhe, oberhalb eines Baches.

## Beschreibung
Die Struktur der Anlage ist durch die Grundmauern der Gebäude und den umgebenden Wall gut erkennbar. Die Anlage misst 90 m × 55 m. Der Wall umschließt sie mit Ausnahme der Ostseite, wo der steile Abhang eine natürliche Verteidigung bietet. Am Haupttor an der Ostseite befindet sich ein Quartier außerhalb der Mauern. Dieser Gebäudekomplex besteht aus einer großen ovalen Behausung, zwei Brunnen mit Abfluss und einem runden Ofen, der zu seiner Zeit überdacht gewesen sein muss. Die Häuser im Inneren sind rund oder rechteckig mit gerundeten Ecken. Verglichen mit anderen Castro-Siedlungen sind sie relativ groß.

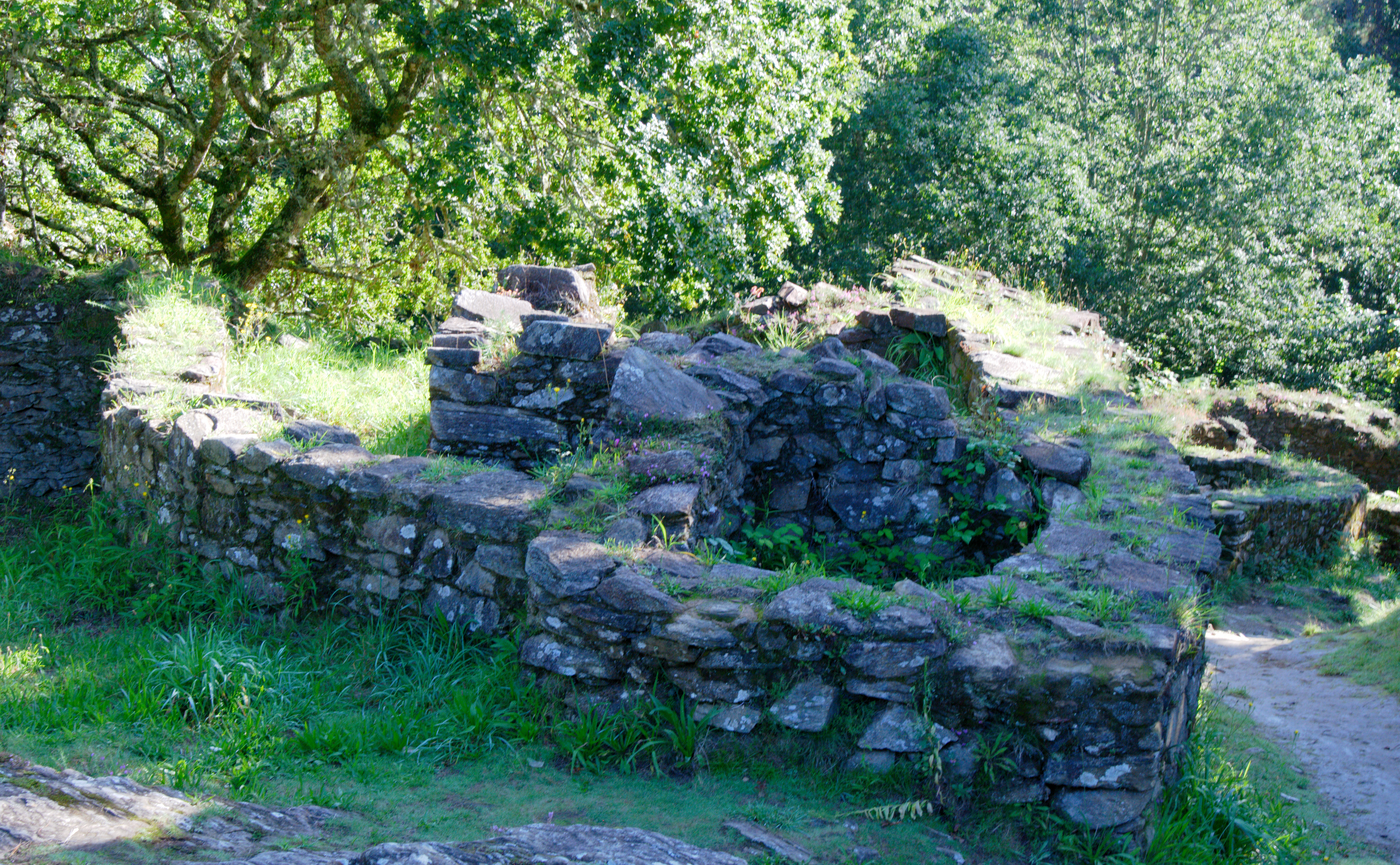
Bauten am Osteingang
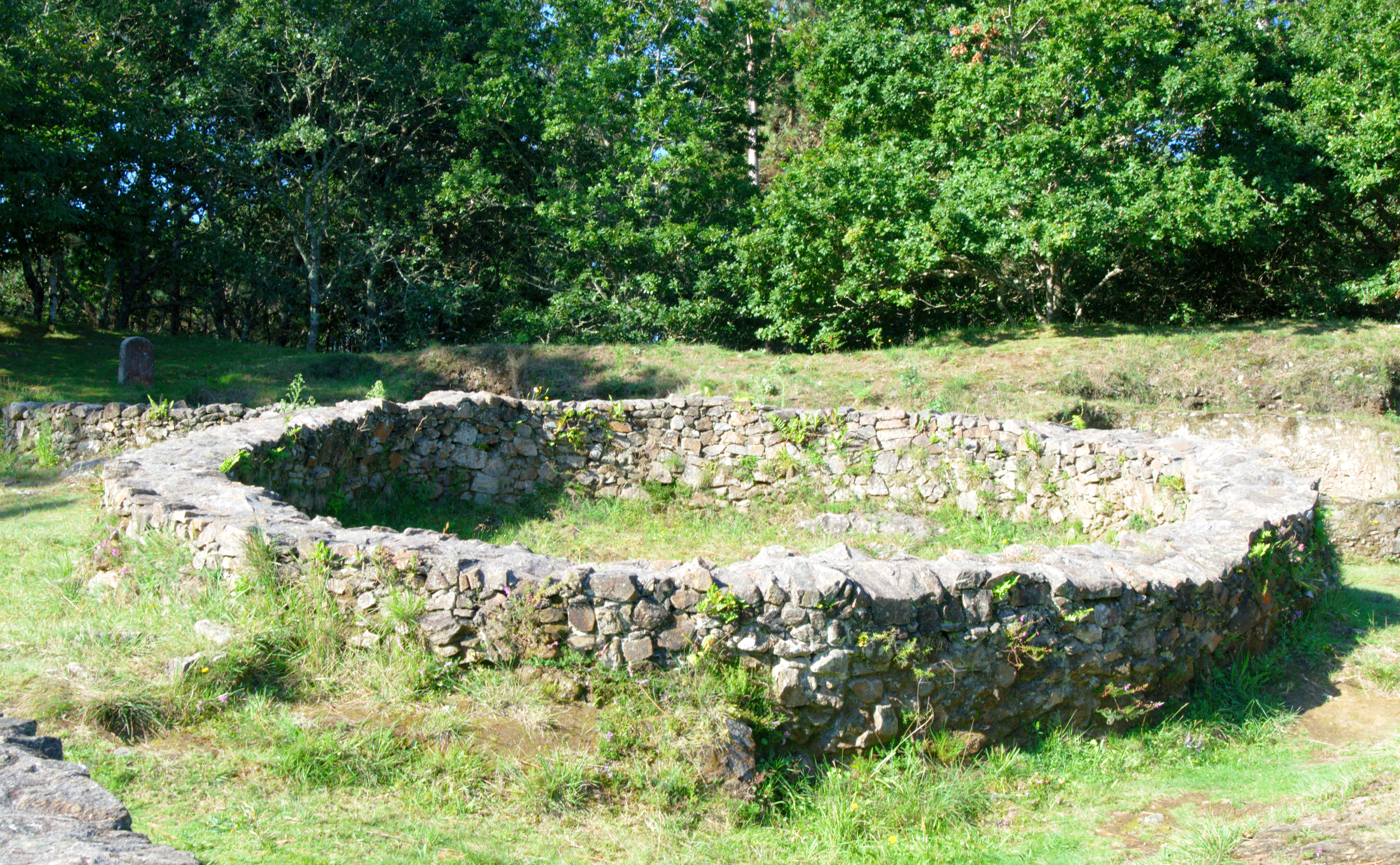
Haus im Inneren
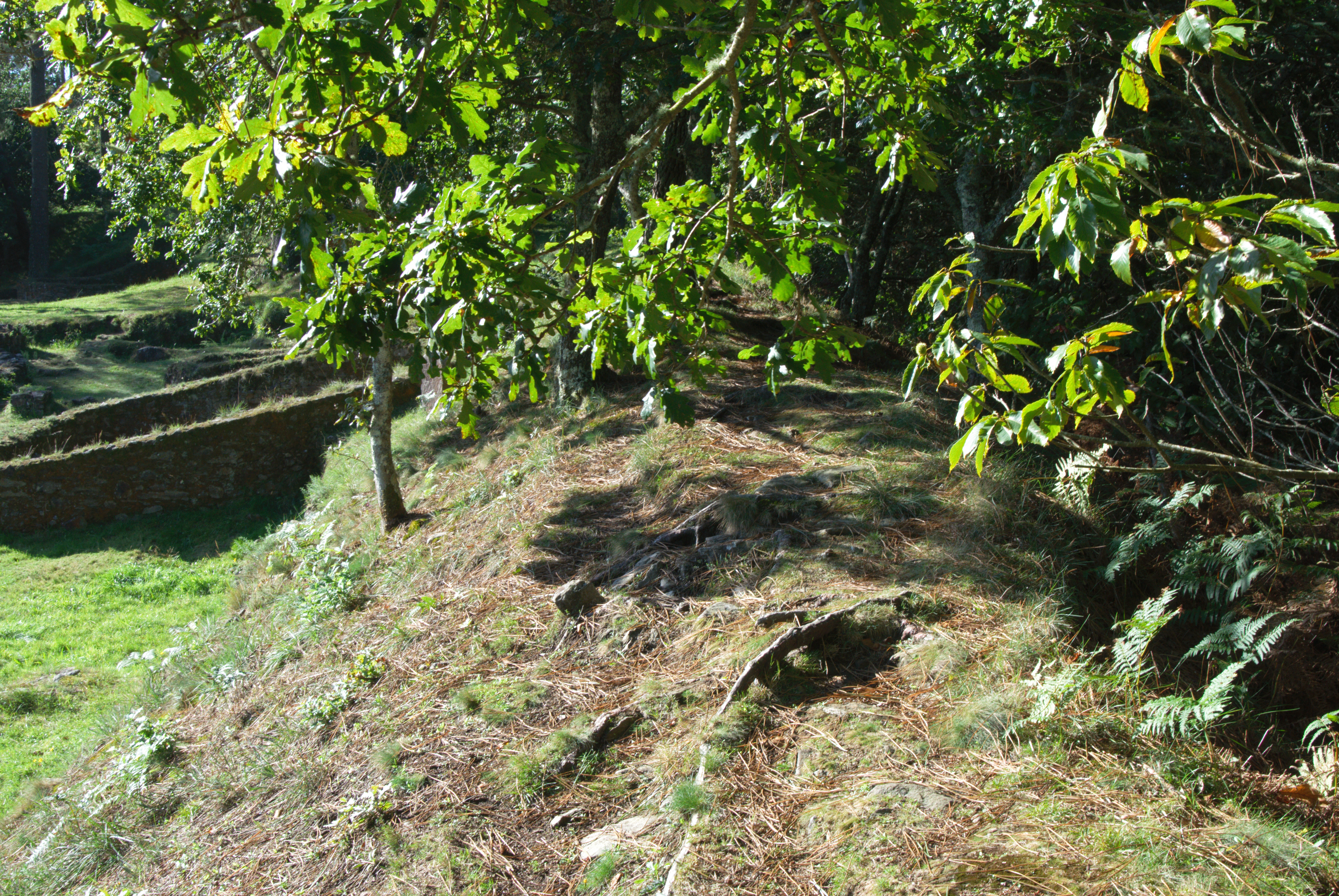
Wall

Castro de Borneiro war das erste galicische Castro, dessen Alter mit der Radiokarbonmethode bestimmt wurde. Es war vom vierten bis zum ersten Jahrhundert vor Christus besiedelt. Anzeichen von Romanisierung wurden nicht gefunden. 
1924 entdeckten Isidro Parga Pondal und Pérez Bustamante die Siedlung. Die Ausgrabungen begannen in den 1930er Jahren unter Sebastián González García-Paz. Unter Jorge Juan Eiroa wurden sie in den 1970er Jahren fortgesetzt. In den 1980er Jahren leitete Ana Romero Masiá die Ausgrabungsarbeiten. In dieser Zeit wurden viele Keramikscherben gefunden sowie Gefäße aus Bronze und Eisen, Formen für den Eisenguss und andere Gegenstände. Sie sind im archäologischen Museum in A Coruña ausgestellt. 36 Gebäude wurden ausgegraben; das sind ungefähr drei Viertel des Gesamtbestandes.